# أحمد بدر نصار
أحمد بدر نصار (من مواليد قرية ميت نما بمحافظة القليوبية) هو كاتب مصري. صدرت له عددٌ من الكتب والروايات لعلَّ أبرزها روايةُ «موسوعة نصار الثقافيّة» وهو أول عمل منشور للكاتب، فضلًا عن رواية «تتار القرن الواحد والعشرين» التي تحدث فيها عن أزمة الصراع العربي الإسرائيلي، ثمّ هناك رواية «أسرار 70 عامًا من حياة طبيب عسكري» وهو الكتاب الذي صدر عام 2009، ومجموعة «الرقص على جسد يتألم» وهي مجموعة قصصية صدرت عام 2014 إلى جانبِ أعمال أخرى.

## الحياة المُبكّرة والتعليم
حصل أحمد بدر نصار على بكالوريوس الإعلام من جامعة مصر للعلوم والتكنولوجيا، ثمّ سُرعان ما توجَّه لمجال الكتابة والنشر والتأليف.

## المسيرة المهنيّة
صدر لأحمد بدر نصار أول كتابٍ وهو عمره 14 عاما بعنوان «موسوعة نصار الثقافيّة» ثم صدر كتابه الثاني «تتار القرن الواحد والعشرين» والذي تحدث فيه عن أزمة الصراع العربي الإسرائيلي، ثم صدر له كتاب بعنوان «أسرار 70 عامًا من حياة طبيب عسكري» عام 2009، وصدر له «الرقص على جسد يتألم» وهي مجموعة قصصية صدرت عام 2014، كما صدر له «كافر يسكن الجنّة» عام 2015، ومن ثم رواية «مجرم في حراسة الموتى» عام 2016، ومن ثم كتاب فكري بعنوان «الإسلام والعرب وإنقاذ اليهود من الفناء» عام 2018.
يُعتبر كتاب «كافر يسكن الجنة» الذي صدر عن دار سما للنشر والتوزيع (الترقيم الدولي: 9789776451926) عام 2015 في نحو 124 صفحة أحد أشهر أعمال الكاتب ففيه غاص في أعماق الأخلاق للحديث عن مواضيع دينيّة وأخلاقيّة ودنويّة. نشر نصار في العام الموالي كتاب «مجرم في حراسة الموتى» عن دار سما للنشر والتوزيع أيضًا (الترقيم الدولي: 9789777810562) وذلك في نحو 224 صفحة. رصد الكاتب المصري في هذه الرواية مجموعة كبيرة من أمراض المجتمع، وعلى رأسها الفساد السياسي، والزواج العرفي بين السياسة والاقتصاد، وتدني المستوى الأخلاقي في المجتمع، وتغول أصحاب النفوذ والسلطان، حيث جسَّد من خلال شخصيات الرواية المختلفة صراعات بعض البشر المستمرة، كما تطرق للحديث عن دورة حياة الإنسان المصري، وذلك في قرية وهمية تُدعى «ميت صوفيا»، تعد صورة مصغرة من المجتمع الريفي في مصر، وفيها يرسم المؤلف صورة قاتمة للبرلماني الفاسد الذي يسيء استغلال منصبه، والعمدة المتجبر الذي يتكئ على نفوذ زوج ابنته المستشار المخضرم فيعيث فسادًا، وابن الغفير الذي يجاهد ليعيش، فيتورط في صراع غير متكافئ الفرص.
رواية «السفينة العمياء» التي نُشرت عن دار السعيد للنشر والتوزيع (الترقيم الدولي: 9789776667761) عام 2018 هي أيضًا من بين أبرز ما خطَّ الكاتب، حيثُ تناول في الرواية التي بلغ عددُ صفحاتها 175 الروية رغبة الشعوب في وقف الحروب والصراعات في كل بقاع الأرض كما ناشدَ ضمنيًا كل دول العالم الشريكة في وقود الحروب أن توقفها وتُوقف قطار الموت – كما وصفه – الذي لا يتوقف في دهس وموت واغتيال الأطفال والنساء والشباب كلّ ساعة في بقعة على الأرض دون ذنب كما ذكر في أحدِ حواراته الصحفيّة. هناك أيضًا كتابُ «الإسلام والعرب وإنقاذ اليهود من الفناء» الذي صدر عن دار سما للنشر والتوزيع وهي الدار التي تكلّفت بنشر معظم أعمال الكاتب. جاء هذا الكتاب في شهرٍ ما من عام 2018 في نحو 240 صفحة وفيه والكتاب الذي يقع في240 صفحة، كشفَ – كما أكَّد لاحقًا – فضل المسلمين والعرب على اليهود، وكيف منحت الحضارة الإسلامية في الأندلس اليهود قبلة الحياة، حتى اعترفت دائرة المعارف اليهودية بأن عصرهم الذهبي على الإطلاق هو عصر الإسلام، وبالعودة لعام 2013، فقد كان أحمد بدر نصَّار قد نشر عن نفس الدار – دار سما للنشر والتوزيع – رواية «الرقص على جسدٍ يتألم» (الترقيم الدولي: 9789776451308).

## قائمة أعماله
هذه قائمةٌ بأبرز أعمال الكاتب والمؤلِّف المصري أحمد بدر نصار:
- موسوعة نصار الثقافيّة (يُعتبر هذا الكتاب أول عمل منشور للكاتب المصري)
- تتار القرن الواحد والعشرين (أزمة الصراع العربي الإسرائيلي)
- أسرار 70 عامًا من حياة طبيب عسكري (صدر الكتاب عام 2009)
- الرقص على جسد يتألم (مجموعة قصصية صدرت عام 2014)
- كافر يسكن الجنّة (صدر الكتاب عام 2015)
- مجرم في حراسة الموتى (صدر الكتاب عام 2016)
- الإسلام والعرب وإنقاذ اليهود من الفناء (صدر الكتاب عام 2018)